# António Bernardo da Costa Cabral
António Bernardo da Costa Cabral (ur. 9 maja 1803 w Fornos de Algodres, zm. 1 września 1889 w São João da Foz k. Porto) – portugalski polityk, premier (1849-1851).

## Życiorys
Pracował jako adwokat, 1835 został członkiem Kortezów, początkowo był radykałem i masonem. W latach 1839–1842 pełnił funkcję ministra sprawiedliwości, 1842 dokonał zamachu stanu przywrócił Kartę Konstytucyjną Piotra IV z 1826 w miejsce bardziej liberalnej konstytucji z 1838, jednocześnie objął stanowisko ministra spraw wewnętrznych (do 1846), faktycznie kierował wówczas rządem i sprawował dyktatorską władzę, rządząc pod hasłami porządku i rozwoju gospodarczego; w 1842 wydał kodeks prawa administracyjnego, rozwijał roboty publiczne, m.in. budowę dróg. W 1846 został obalony przez tzw. rewolucję Marii da Fonte jednoczącą różne siły polityczne i udał się na emigrację do Hiszpanii. W latach 1849–1851 był premierem Portugalii, 1851 został odsunięty od władzy przez João Saldanhę, później był m.in. ambasadorem w Brazylii i przy Stolicy Apostolskiej.